# Елізабет Петц
Елізабет Петц (Пец; нім. Elisabeth Pähtz, нар. 8 січня 1985, Ерфурт) — німецька шахістка, гросмейстер серед жінок. 
Її рейтинг станом на березень 2020 року — 2473 (21-ше місце у світі, 1-ше — серед шахісток Німеччини).

## Кар'єра
Елізабет почала займатися шахами з батьком Томасом, який був одним з найсильніших гросмейстерів НДР. 1999 року вона виграла жіночий чемпіонат країни та зіграла дві показові партії проти Гаррі Каспарова на комп'ютерній виставці в Ганновері. Каспаров оцінив талант дівчинки й допоміг їй знайти спонсорів для подальших занять.
2002 року Петц виграла чемпіонат світу серед дівчат до 18 років і чемпіонат світу серед юніорок до 20 років два роки опісля. 2008 року Петц брала участь в чемпіонаті світу серед жінок за нокаут-системою в Нальчику, але її вибила у другому раунді Анна Ушеніна.
2006 року Петц грала у фіналі першого чемпіонату світу серед жінок з шахів 960. З рахунком 2½:5½ вона програла Олександрі Костенюк.
У вересні 2019 року разом з Валентиною Гуніною розділила 5-6 місця на 1-му етапі гран-прі ФІДЕ серед жінок 2019/2020, що проходив у Сколково. Набравши 6 очок з 11 можливих (+2-1=8) німкеня на 2 очка відстала від переможниці турніру Гампі Конеру з Індії. У грудні 2019 року з результатом 4 очки з 11 (+2-5=4) посіла 11 місце на 2-му етапі гран-прі ФІДЕ серед жінок 2019/2020, що проходив у Монако.

## Зміни рейтингу
| На цьому місці має відображатися графік чи діаграма, однак з технічних причин його відображення наразі вимкнено. Будь ласка, не видаляйте код, який викликає це повідомлення. Розробники вже працюють для того, щоби відновити штатне функціонування цього графіка або діаграми. | |
| | На цьому місці має відображатися графік чи діаграма, однак з технічних причин його відображення наразі вимкнено. Будь ласка, не видаляйте код, який викликає це повідомлення. Розробники вже працюють для того, щоби відновити штатне функціонування цього графіка або діаграми. |